# Sottens
Sottens (toponimo francese) è una frazione di 256 abitanti del comune svizzero di Jorat-Menthue, nel Canton Vaud (distretto del Gros-de-Vaud).

## Storia

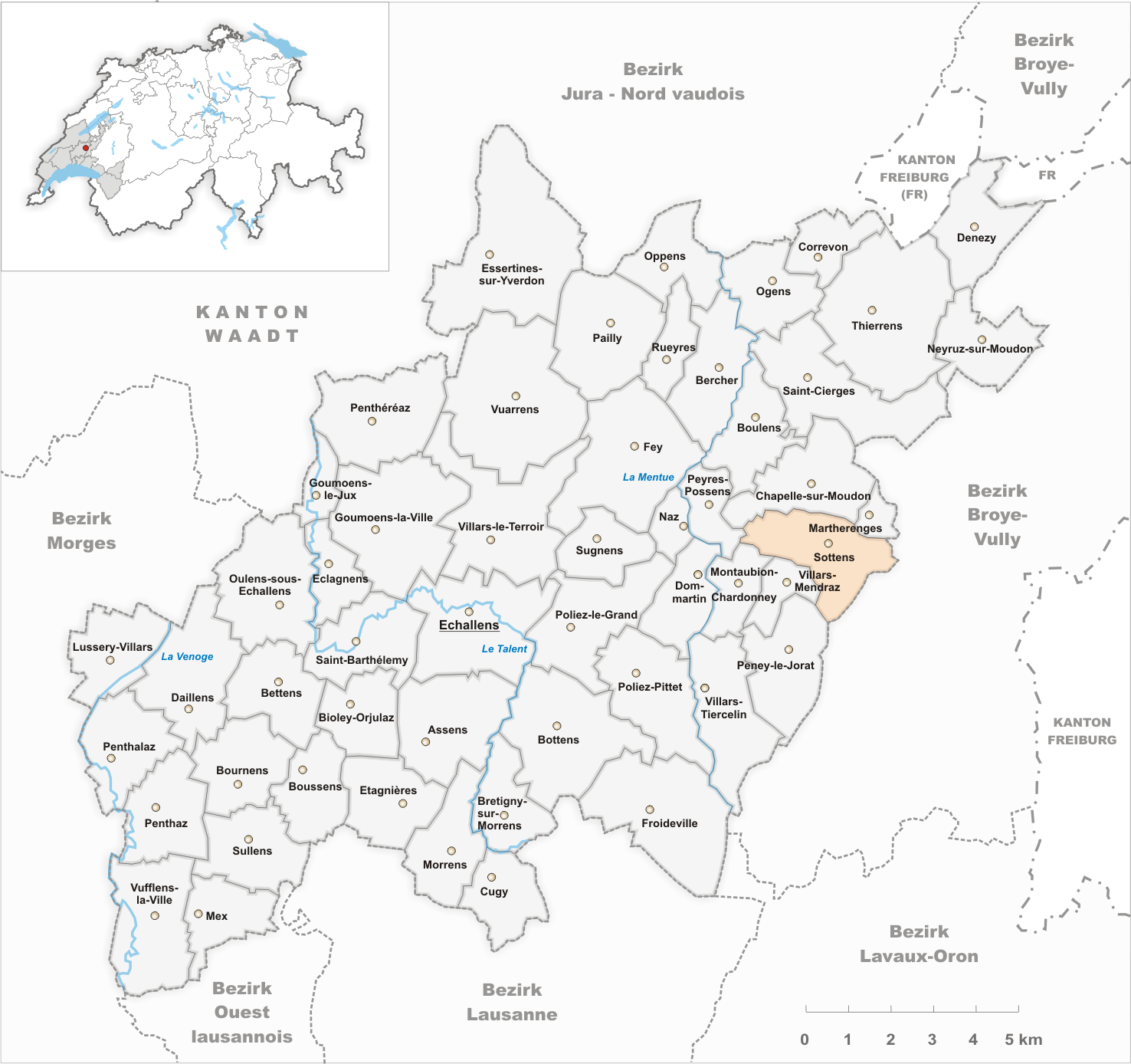
Il territorio del comune di Sottens prima degli accorpamenti comunali del 2011

Già comune autonomo che si estendeva per 4,53 km², nel 2011 è stato accorpato agli altri comuni soppressi di Montaubion-Chardonney, Peney-le-Jorat, Villars-Mendraz e Villars-Tiercelin per formare il nuovo comune di Jorat-Menthue, del quale Sottens è il capoluogo.

### Simboli
Lo stemma comunale era partito di rosso e di verde, attraversato dalla fascia ondata d'argento, accompagnata da sette stelle di cinque raggi d'oro, quattro in capo e tre in punta.
I colori rosso e verde indicavano l'appartenenza del comune al distretto di Moudon. La riforma amministrativa del 2007 ha ridotto i 19 distretti a 10 e Moudon ha cessato di essere il capoluogo di distretto. Le sette stelle
si riferivano alla storia del comune, il cui territorio è appartenuto nel tempo
a sette piccole signorie e baliati.

## Società

### Evoluzione demografica
L'evoluzione demografica è riportata nella seguente tabella:
Abitanti censiti

## Amministrazione
Ogni famiglia originaria del luogo fa parte del cosiddetto comune patriziale e ha la responsabilità della manutenzione di ogni bene ricadente all'interno dei confini della frazione.